# Stød
Lo stød (pronuncia danese : /ˈstøð/) è un fenomeno fonetico caratteristico della lingua danese.

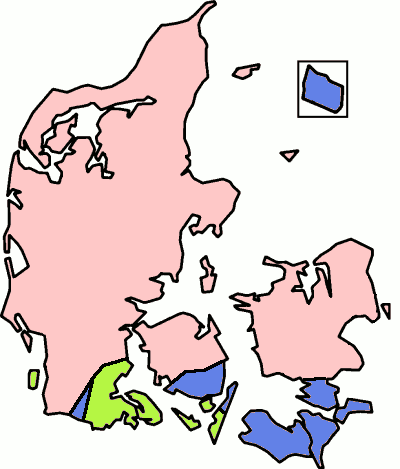
Lo stød nei dialetti danesi. Nei dialetti della zona rosa esiste lo stød, come in danese standard; in quelli della zona verde è presente l'accento tonale, come in svedese e in norvegese; in quelli della zona blu sono assenti sia lo stød che l'accento tonale.

## Fonetica
Lo stød può essere pronunciato in diversi modi, ma nell'uso parlato normale si realizza come una contrazione della glottide; nella lingua sorvegliata può anche essere realizzato con una chiusura della glottide.
In molte lingue il colpo di glottide è un fonema distinto (per esempio in diverse lingue semitiche), un allofono (per esempio in inglese cockney, "bu'er" = "butter") o come un glide (per esempio nel tedesco be'achten).
In danese lo stød è da considerarsi un fonema indipendente, poiché esistono diverse coppie minime che si distinguono soltanto per la presenza o l'assenza di stød: and'en ("anatra") ~ anden ("altro"), ta'l ("parla" imperativo) ~ tal ("numero"), lø'ber ("corre") ~ løber ("corridore") ecc.

## Ortografia
Lo stød non è segnalato da alcun diacritico nell'ortografia danese. Tendenzialmente, tuttavia, le parole che terminano in -nd (con la d muta) hanno lo stød, mentre quelle che terminano in -n (con vocale breve), non hanno lo stød: hund ("cane") ~ hun ("lei"), mand ("uomo") ~ man ("si" riflessivo)
Nella scrittura fonetica lo stød, o colpo di glottide, si indica con il segno [ʔ].

## Storia
Lo stød danese è verosimilmente derivato da un originario accento musicale, che infatti si trova tuttora in svedese e norvegese. Lo stød compare in linea di massima soltanto in parole monosillabiche che in svedese e norvegese presentano l'accento acuto, anche detto "accento 1", mentre le forme monosillabiche senza stød corrispondono generalmente alle parole svedesi e norvegesi con accento grave o "accento 2". Per esempio: danese ånd'en ~ ånden, svedese ánden ~ ànden.
Lo stød danese e l'accento 1 norvegese e svedese erano originariamente limitati alle parole monosillabiche.
Questo sistema si complicò perché nel corso del Medioevo una serie di parole monosilabiche divennero plurisillabiche: le parole che terminavano in consonante + n, r, l svilupparono una vocale epentetica: sitr > danese sidd'er, svedese sítter. Tuttavia, le parole terminanti in -en, er, -el derivate dal tedesco e dal latino erano automaticamente associate all'accento 1, senza stød: per esempio latino regula > danese regel.
Un'altra complicazione è data dal fatto che una serie di parole con accento 1 originario non sviluppano lo stød in danese, perché contengono gruppi di fonemi che non ammettono stød, in particolare i nessi consonantici rs, rp, rt, rk (per esempio vers, hårdt, bark) e i nessi composti da vocale breve + r, l, n, v, j, d (per esempio bær, ven, hav, tøj). Questi ultimi presentano tuttavia lo stød quando sono seguiti dall'articolo definito (per esempio bærr'et, venn'en, ha'vet, tøj'et).

## Distribuzione
Lo stød rappresenta spesso un grande problema per i parlanti di altre lingue che intendano studiare il danese, e non solo perché si tratta di un suono a cui molti stranieri non sono abituati, ma anche perché è difficile stabilire regole in grado di prevederne la presenza o l'assenza in una parola.
Di seguito, si tenterà comunque di indicare alcune regole di massima (l'elenco non è completo):
A. Base dello stød
- 1. Lo stød può comparire esclusivamente dopo le vocali lunghe, dopo le semivocali j, v, dopo le fricative sonore g, d (che in posizione interna o finale sono in realtà semivocali, ovvero [w]/[j] og [ð̝]) e dopo le nasali e dopo le liquide n, m, l e r (quest'ultima in posizione non iniziale è una semivocale: [ɔ̯]).
- 2. Lo stød non compare mai dopo le vocali brevi, dopo le fricative sorde f, s, dopo le occlusive p, t, k e b, d, g nella loro realizzazione pienamente occlusiva.
- 3. Normalmente lo stød non compare davanti ai nessi rs, rp, rt, rk.
Esistono tuttavia alcune eccezioni (per esempio far's, ar't); inoltre, per fenomeni di analogia, sempre più parlanti pronunciano lo stød negli imperativi (per esempio vir(')k per analogia con stæn'k) o davanti al suffisso -sel (bar(') sel (che in realtà non ha un suffisso -sel, ma deriva da barnsøl), færd(')sel, kør(') sel per analogia con fæng'sel, læng'sel).
- 4. Lo stød non è presente dopo i nessi composti da vocale breve + r, l, n, v, j, d breve in finale di parola. Tuttavia, lo stød riappare quando la parola assume un suffisso flessivo: gud : gud'en, hør : hørr'en.
Poiché il danese non segnala la lunghezza vocalica se non mediante la forma scempia o doppia della consonante successiva, e le doppie non sono ammesse in finale di parola, è difficile stabilire se una vocale sia da considerare breve o lunga. Inoltre, la differenza fra vocali brevi e lunghe si neutralizza di fronte a r, v, j, g, d. In linea di massima, si può generalizzare come segue: La maggior parte delle parole antiche in -ad, -ud, -ød non ha lo stød (ma cfr. hu(')d, stu'd, tu'd, glø'd, rød’, (agg.) fa'd), mentre la maggior parte delle parole antiche in -ed, -id, -yd, -åd, -od ha lo stød (ma cfr. vod, lod, råd). La maggior parte delle parole in -r ha lo stød (ma cfr. bær, hør, kar con -rr- davanti all'articolo determinativo). Le parole che terminano in -n non hanno lo stød. La maggior parte delle parole in -l ha lo stød (ma cfr. føl, hul, kul, tal, øl). Le parole che terminano in -j hanno lo stød (ma cfr. tøj, vej (nel danese regionale dello Jutland).

Vi sono eccezioni nell'imperativo e nel preterito dei verbi forti, per esempio sid'!, han sad’.
- 5. I prestiti e i neologismi che finiscono in vocale breve senza stød o in vocale breve + n, ng, l, m senza stød ricevono lo stød quando sono seguite da un suffisso flessivo (questa regola è un'applicazione dell'analogia rispetto al punto 4). Per esempio: kompromis'et (con s muta), chateau'et, bon'en, unikumm'et, Chagall'er.

B. Sostantivi e aggettivi
- 1. C'è stød nei monosillabi di origine danese (con le eccezioni ai punti A2, A3, A4), così come nella maggior parte dei prestiti dal latino, dal greco e dal tedesco; manca generalmente nei prestiti dal francese e dall'inglese.
- 2. I sostantivi che hanno lo stød lo mantengono davanti all'articolo determinativo.
- 3a. La maggior parte delle parole in -el ha lo stød: per esempio a'del, fly'gel, sa'bel. Eccezioni: engel, gammel, hammel, himmel, saddel, skammel, tommel, vabel e (sulla base di A3) snorkel.
- 3b. La maggior parte delle parole in -er (non derivate) han lo stød: per esempio a'ger, fing'er, møn'ster. Eccezioni: anker, broder, cedertræ, fader, hamm(')er, kejser, kelner, kobb(') er, krydder, kyper, kælder, moder, peb(') er, skrædder, sommer, tiger e (sulla base di A3) charter.
I derivati in -er da basi verbali (nomina agentis) non hanno lo stød, per esempio løber, råber. Altri sostantivi indicanti persone, come i nomi di nazionalità, in -er hanno invece lo stød: ira'ner, sky'ter. Eccezioni: morder, dansker, svensker (per alcuni parlanti, anche amerikaner, italiener sono senza stød).
- 3c. La maggior parte delle parole in -en non ha lo stød: per esempio alen, anden, figen, rådden. Eccezioni: gyld'en, old'en, or'den, slå'en.
- 4. I sostantivi e gli aggettivi plurisillabili con l'accento sull'ultima sillaba hanno lo stød: be'svæ'r, gene'rel’, situa'tio'n.
- 5a. I sostantivi che hanno lo stød al singolare, lo perdono di fronte al suffisso -e del plurale: per esempio huse, sande, be'tjente.
- 5b. I sostantivi che hanno lo stød al singolare lo mantengono di norma di fronte al suffisso -er del plurale: per esempio bi'ler, fødd'er, tænd'er. Molte eccezioni: per esempio jorder.
- 5c. I sostantivi che hanno lo stød al singolare lo mantengono di fronte al suffisso zero del plurale.
- 6a. Gli aggettivi monosillabici che hanno lo stød nella forma di base lo perdono di norma di fronte al suffisso del plurale e al suffisso definito -e: glade, lune, danske (ma: fin'ske, fy'nske, skå'nske).
- 6b. Gli aggettivi plurisillabici che hanno lo stød nella forma di base lo mantengono di fronte al suffisso del plurale e al suffisso definito -e: eng'elske, ge'me'ne, gene'rell'e.
- 7. I monosillabi con lo stød lo perdono quando costituiscono la prima parte di un composto: per esempio franskbrø'd, landmand’, jordpåkastelse, tandlæge. Un'eccezione è data dai composti con ko'-.
La regola non vale nel caso dei composti con la s di collegamento (originariamente marca di genitivo), dove normalmente è presente lo stød: land'smand’, ta'bstal. Tuttavia non c'è lo stød nei composti con skibs-, tids- (e facoltativamente con ska(')bs-).

C. Pronomi
- 1. I pronomi non hanno stød, né nella forma forte né in quella debole: han, hans, vi, vor. Eccezioni: mi'n, di'n, si'n, den’, nella forma forte.

D. Numerali
- 1a. I monosillabi hanno lo stød: to’, fem’, tol'v
- 1a. I plurisillabi non hanno lo stød: fire, otte, elleve
- 2. I numeri in -ten non hanno lo stød: femten.
- 3a. Gli ordinali in -te non hanno lo stød: femte, tolvte.
- 3b. Gli ordinali in -ende hanno lo stød solo se anche la forma di base lo ha: syv'ende, ti'ende, tyvende

E. Verbi
- 1. Le forme verbali che hanno lo stød secondo le regole seguenti, lo perdono in posizione non accentata, per esempio di fronte a un oggetto nel caso in cui il focus (parte di maggiore salienza di un enunciato) sia sull'oggetto e non sull'azione: per esempio han spiser 'kager, ma han 'spi'ser 'kagen.
- 2. C'è stød obbligatorio in tutte le forme con i prefissi be- og for- (bestemm'e, fortal'te), indipendentemente dalle regole seguenti. Inoltre, c'è stød facoltativo in tutte le forme con altri prefissi e nei verbi composti (forestill(')ede, indskriv(') e).
- 3. Non c'è stød nell'infinito in -e atona né sulla forme contratte, per esempio ha, ta (ma at be’); invece è presente sull'infinito in -e accentata, per esempio le’, se’, ske’.
- 4a. Non c'è stød nel presente dei verbi con il preterito in -ede.
- 4b. Generalmente c'è lo stød nel presente dei verbi con preterito in -te, per esempio ly'ser, ta'ler. Fanno eccezione le parole con vocale breve + -ll-/-ld-, -nn-/-nd- (hælder, sender).
- 4c. C'è stød nel presente dei verbi con il preterito con suffisso zero o -t,  per esempio sidd'er, syng'er. Eccezioni: gør (sulla base di A4) e le forme originariamente lunghe bærer, haver, tager vs. bæ'r, ha'r, ta'r.
- 4d. Lo stød è facoltativo nel presente con suffisso zero nei verbi preterito-presenti: kan('), må('), skal('), vil('), ma mai in tør e sempre in ved’.
- 5. Non c'è stød nel participio presente in -ende e nei nomi verbali in -en.
- 6. C'è stød nell'imperativo con suffisso zero: spi's, hen't.
- 7a. Non c'è stød nel preterito in -ede e in -te: spiste, hentede
- 7b. C'è stød nel preterito con suffisso zero/-t: ba'd, fand't.
- 8a. Non c'è stød nel participio passato in -et o in -en: hentet, funden/-et.
- 8b. C'è stød su vocale lunga nel participio passato in -t: spi'st, lø'st; lo stød si mantiene anche al plurale e nella forma definita. Non c'è stød se la vocale si abbrevia: budt, dræbt, slugt.

D. Parti invariabili
- 1a. Le preposizioni non presentano stød quando si trovano di fronte al nome che reggono: han faldt 'af 'bilen. Le preposizioni (i) genn'em, (i) mell'em, (i) mod’, o'ver, und'er, tuttavia, hanno sempre lo stød.
- 1b. Le preposizioni hanno lo stød quando sono separate dal nome che reggono e quando sono utilizzate avverbialmente: "det var 'den' 'bi'l, han faldt 'a'f, han 'faldt sgu 'a'f!".
- 1c. Le preposizioni hanno lo stød davanti alle contrazioni ’n, ’t (= den, det): han 'gled' 'i'et.
- 2a. Gli avverbi monosillabici non derivati hanno lo stød: ud’. Eccezione (sulla base di A4): hen(').
- 2b. Gli avverbi plurisillabici non derivati non presentano stød: ude, ovre, neden, sønden. Ma: ellers, he'den e le preposizioni utilizzate avverbialmente.
- 3. Le congiunzioni non hanno lo stød: og, eller, end, men.